# Tôn Khang
Tôn Khang (giản thể: 孙康; phồn thể: 孫康; bính âm: Sun Kang; ? – ?), không rõ tên tự, tướng lĩnh dưới trướng quân phiệt Tào Tháo cuối thời Đông Hán trong lịch sử Trung Quốc.

## Cuộc đời
Tôn Khang là đồng hương của Tang Bá, quê ở quận Thái Sơn, Duyện Châu.
Năm 188, tàn quân Khăn Vàng nổi dậy ở nhiều nơi thuộc Thanh Châu, Từ Châu, triều đình bổ nhiệm Đào Khiêm làm Thứ sử Từ Châu để trấn áp. Khiêm phái Tang Bá đến các quận phía bắc chiêu binh. Tôn Khang cùng em trai Tôn Quán và bọn Ngô Đôn, Doãn Lễ, Xương Bá tụ tập cường đạo ở trong quận, đề cử Tang Bá làm soái, đóng quân ở Khai Dương. Tang Bá trở thành bá chủ một phương, nhưng vẫn duy trì danh nghĩa thuộc cấp của các thứ sử, châu mục Từ Châu như Đào Khiêm, Lưu Bị, Lã Bố.
Năm 199, Tào Tháo đánh bại Lã Bố, không chế Từ Châu. Đám người Tang Bá quy thuận Tào Tháo, đều được phong quan. Tào Tháo lập quận Thành Dương từ quận Lang Gia, lấy Tôn Khang làm Thái thú. Tôn Quán cũng được Tào Tháo hậu ái, được phong Liệt hầu.

## Gia đình
- Tôn Quán, em trai, quan đến Chấn Uy tướng quân, Thứ sử Thanh Châu, Lã Đô đình hầu.

## Trong văn hóa
Tôn Khang là nhân vật duy nhất của giặc Thái Sơn không xuất hiện trong tiểu thuyết Tam quốc diễn nghĩa. Trong tiểu thuyết chỉ nhắc tới Tôn Quán, Ngô Đôn, Doãn Lễ, Xương Hi là bốn tướng cướp ở quận Thái Sơn, gọi chung là Thái Sơn tứ khấu.